# Tiro con l'arco ai Giochi mondiali 2022
Le competizioni di Tiro con l'arco ai Giochi mondiali 2022 si sono svolte dall'8 al 15 luglio 2022 al Avondale Park Historic District di Birmingham in Alabama, negli Stati Uniti d'America. L'evento era originariamente stato calendarizzato nel luglio 2021, ma i Giochi mondiali sono stati riprogrammati per l'anno successivo a seguito del rinvio dei Giochi olimpici estivi di Tokyo 2020, dovuto all'insorgere dell'emergenza sanitaria causata dalla pandemia di COVID-19.

## Podi

### Uomini
| Specialità               | Oro            | Argento              | Bronzo              |
| Compound (dettagli)      | Miguel Becerra | Jean-Philippe Boulch | Christopher Perkins |
| Arco nudo (dettagli)     | Erik Jonsson   | Leo Pettersson       | Ryan Davis          |
| Arco olimpico (dettagli) | Florian Unruh  | Brady Ellison        | Marco Morello       |

### Donne
| Specialità               | Oro               | Argento         | Bronzo         |
| Compound (dettagli)      | Ella Gibson       | Sara López      | Paige Pearce   |
| Arco nudo (dettagli)     | Cinzia Noziglia   | Christina Lyons | Lina Björklund |
| Arco olimpico (dettagli) | Chiara Rebagliati | Bryony Pitman   | Elisa Tartler  |

### Gare miste
| Specialità                    | Oro                              | Argento                                  | Bronzo                                     |
| Compound a squadre (dettagli) | Colombia Sara López Daniel Muñoz | Paesi Bassi Jody Beckers Mike Schloesser | India Jyothi Surekha Vennam Abhishek Verma |

## Medagliere
| Posiz. | Nazione     | Oro | Argento | Bronzo | Totale |
| ------ | ----------- | --- | ------- | ------ | ------ |
| 1      | Italia      | 2   | 0       | 1      | 3      |
| 2      | Svezia      | 1   | 1       | 1      | 3      |
| 2      | Colombia    | 1   | 1       | 0      | 2      |
| 4      | Regno Unito | 1   | 1       | 0      | 2      |
| 4      | Germania    | 1   | 0       | 1      | 2      |
| 6      | Messico     | 1   | 0       | 0      | 1      |
| 7      | Stati Uniti | 0   | 2       | 2      | 4      |
| 8      | Francia     | 0   | 1       | 0      | 1      |
| 8      | Paesi Bassi | 0   | 1       | 0      | 1      |
| 10     | Canada      | 0   | 0       | 1      | 1      |
| 10     | India       | 0   | 0       | 1      | 1      |
| Totale | Totale      | 7   | 7       | 7      | 21     |